# Берлін (Челябінська область)
Берлін — село в Троїцькому районі Челябінської області. Входить до складу Нижньосанарського сільського поселення.

## Назва
Назва села походить від столиці Німеччини, Берліна. Подібно іншим населеним пунктам Південного Уралу (Арсинський, Бородинівка, Бреди, Варна, Варшавка, Кассельський, Клястіцьке, Лейпциг, Париж, Тарутино, Фершампенуаз, Чесма та іншим) село було названо в 1840-ті роки на честь битв, у яких брали участь оренбурзькі козаки (в 1907 році з'явилося поселення Порт-Артур).

## Історія
Заснований в 1842 році як військове поселення — пост № 32 Оренбурзького козацького війська в Новолінійному районі. Названий на честь взяття російськими військами Берліна в 1760 під час Семирічної війни і в 1813 році під час війни з Наполеоном (у той час козаки-нагайбаки становили в російській армії окремий полк).
Поблизу села розташований Троїцький лісостеповій заказник і Троїцьке навчально-дослідне лісове господарство — біологічна база Пермського державного університету, на якій ведуться спостереження за станом заказника і проходять практику студенти-біологи.

## Населення
| 2002 | 2010 |
| ---- | ---- |
| 626  | ↘613 |